# Covadonga (Espagne)
Pour les articles homonymes, voir Covadonga.
Ne doit pas être confondu avec Cowabunga.
Covadonga (en asturien, Cuadonga) est une paroisse de la commune de Cangas de Onís, située dans la principauté des Asturies, en Espagne.
C'est dans cette localité qu'eut lieu la bataille de Covadonga en 722, qui par la victoire des forces chrétiennes asturiennes marqua l'arrêt définitif de l'avancée musulmane dans la péninsule Ibérique. Dans l'historiographie espagnole, Covadonga est considérée comme le point de départ du processus de Reconquista qui s'achèvera sept siècles plus tard avec la prise de Grenade.
Dans cette paroisse se trouve le site royal de Covadonga, un sanctuaire chrétien dont les monuments sont les plus visités des Asturies.

## Site royal de Covadonga

### Sainte grotte de Covadonga
L'élément central du sanctuaire est la grotte sacrée, où se trouvent la chapelle-sanctuaire avec l'image de la Vierge de Covadonga et le tombeau de Pélage le Conquérant. Selon la tradition, c'est ici que lui et ses hommes se sont réfugiés pendant la bataille de Covadonga.

### Collégiale royale
La collégiale royale de San Fernando ou Real Colegiata de Nuestra Señora de Covadonga a été déclarée monument national en 1884 devenu bien d'intérêt culturel en 1985. Construite entre 1585 et 1599, c'est le bâtiment le plus ancien du sanctuaire. Elle a été érigée sur le site d'un ancien monastère, comme l'indiquent les tombes romanes conservées dans le cloître.

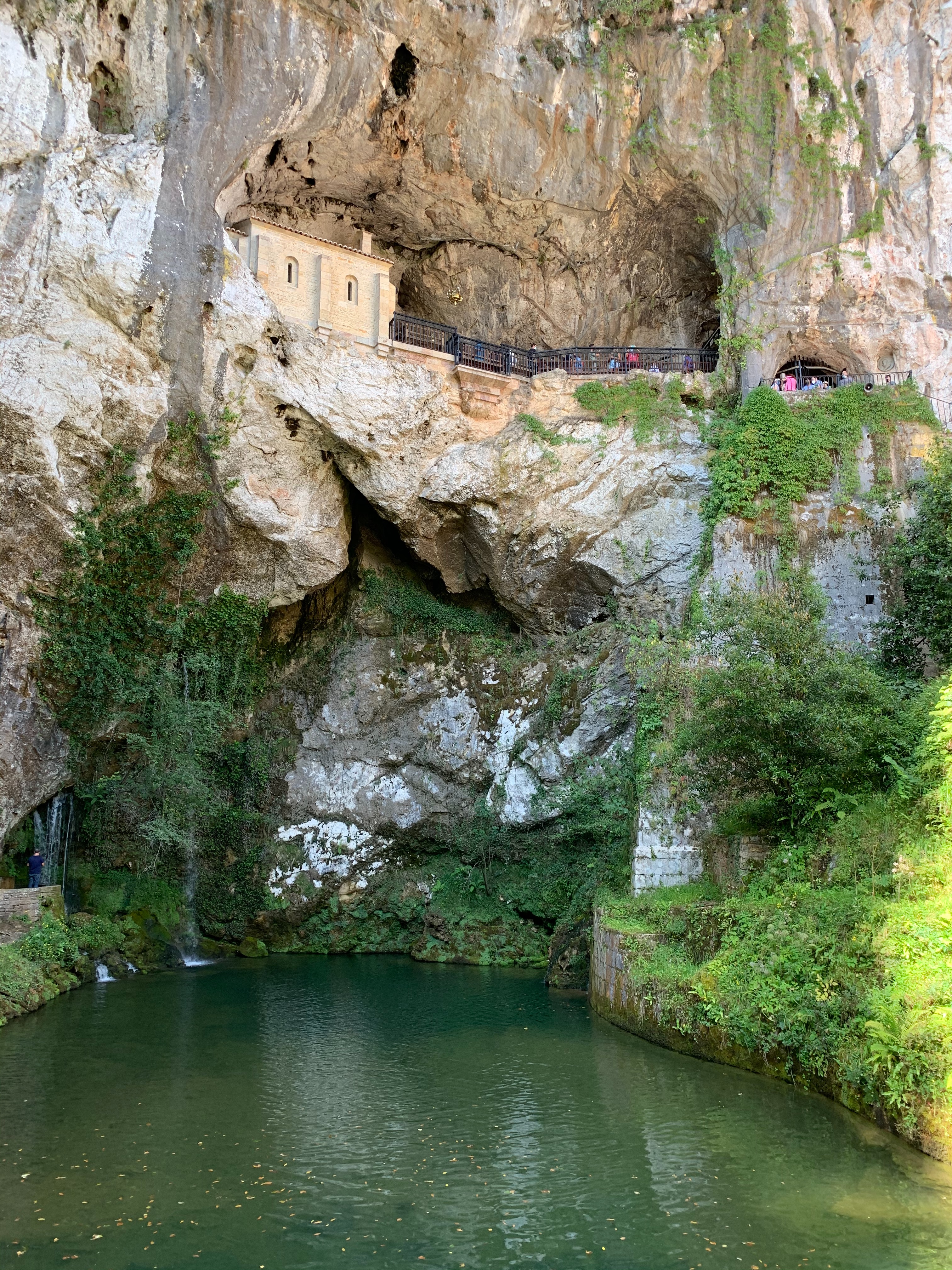
La sainte grotte.
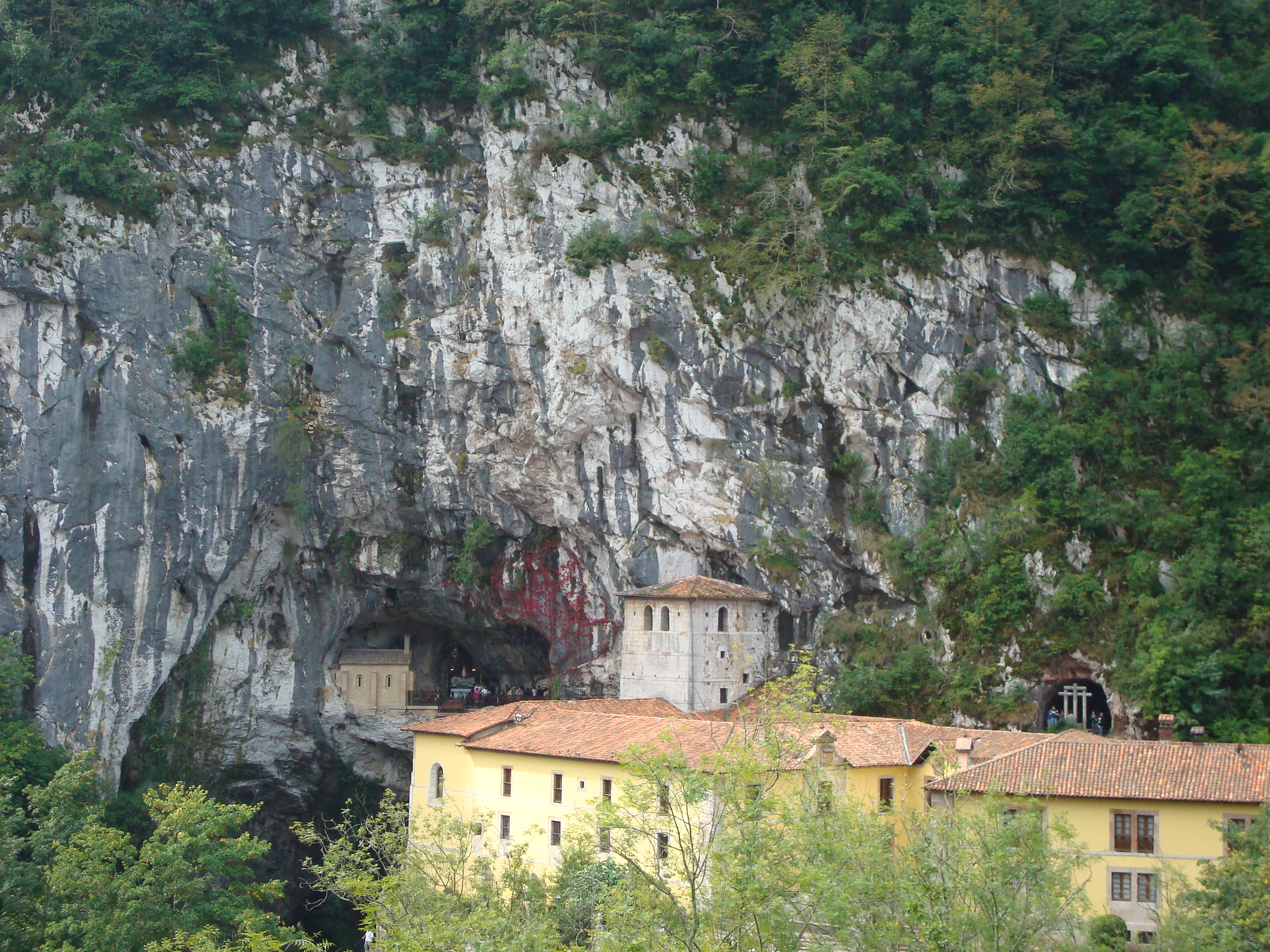
Le monastère de San Fernando avec la chapelle de la grotte.
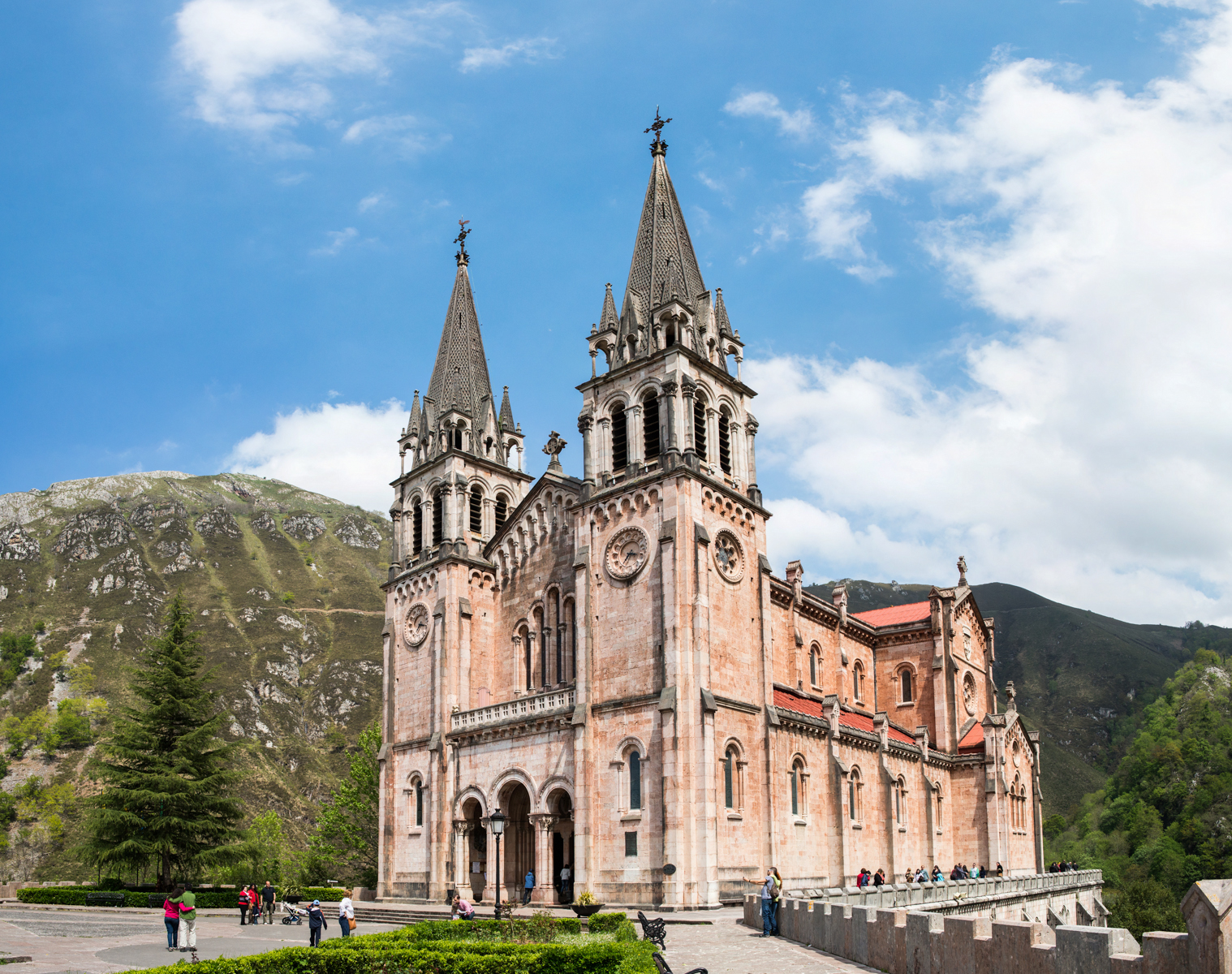
La basilique de Santa María la Real.

### Basilique de Santa María la Real de Covadonga
Près de la Santa Cueva et du complexe monastique se trouve la basilique Santa Maríala Real (es). Conçue par Roberto Frassinelli (es) et construite entre 1877 et 1901 par l'architecte Federico Aparici y Soriano, elle est de style néo-roman et entièrement construite en pierre calcaire rose.

### Salle capitulaire du monastère de San Pedro
À côté de la basilique se trouve la salle capitulaire du monastère de San Pedro, qui comprend également une bibliothèque et une salle de réception.

### Chorale de Covadonga
L'un des bâtiments abrite l′Escolanía de Covadonga, une chorale qui participe aux célébrations liturgiques
vénérant la Vierge de Covadonga. Ces enfants reçoivent une formation académique et musicale dans un internat dirigé par les Carmélites messagères de l'Esprit Saint. Une partie du bâtiment abrite le musée du site royal de Covadonga.

### Articles liés
- Bataille de Covadonga
- Grotte de Covadonga
- Vierge de Covadonga
- Lacs de Covadonga